# Olivia Geerolf
Olivia Geerolf (Brugge, 28 oktober 1950 – aldaar, 20 januari 2023) was een Belgisch choreografe.

## Levensloop
Geerolf stichtte in 1970 de Brugse Balletschool, nu het Ballet Olivia Geerolf dat bestaat uit het Opleidingscentrum Dans en Choreografie en B.O.G.- COMPANY.
Ze was van 1971 tot 2015 de vaste choreograaf van de Heilig Bloedprocessie en van de vijfjaarlijkse Gouden Boomstoet te Brugge. In 2015 is de choreografie van de Heilig Bloedprocessie overgenomen door haar oud-leerling Jolien Smis.
In 1980 kreeg zij de Van Acker Prijs voor haar werk als danspedagoge, choreografe en voor de sociale impact van haar werk.
Geerolf werd 72 jaar en overleed in het AZ Sint-Jan aan het rs-virus. Geerolf was getrouwd met musicus Hedwig Swimberghe.